# 創世記 1章1節

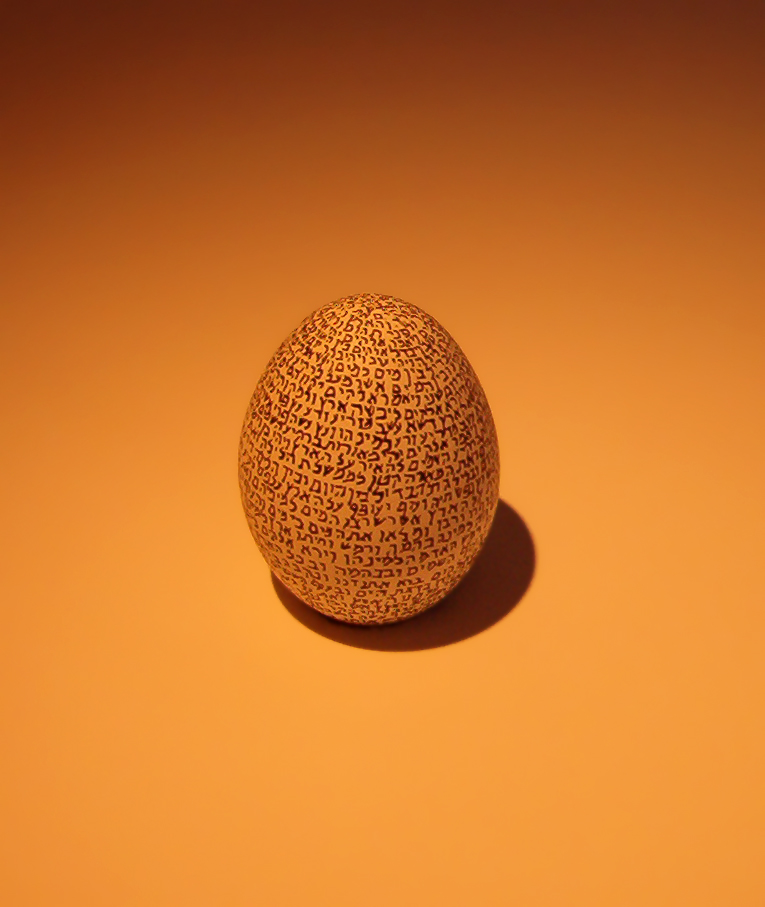
イスラエル博物館所蔵の卵に書かれたベレシートすなわち創世記第一章

創世記 1章1節とは創世記の最初の章の最初の節のことであり、天地創造の冒頭部分である。ヘブライ語写本では以下のとおりである。
בְּרֵאשִׁית בָּרָא אֱלֹהִים אֵת הַשָּׁמַיִם וְאֵת הָאָֽרֶץ (音訳: ベレシート　バーラー　エロヒーム　エト　ハーシャマイーム　ベエト　ハアレツ)。この節は少なくとも以下の3通りの訳が考えられる。
1. 宇宙が完全無欠に始まったとする声明文 (「初めに神は天と地を創造した」)
2. 神が創造を開始された時の世界の状態を描写する声明文 (「初めに神が天と地を創造した時、地は自然のままで形がなかった」)
3. 2番目と類似しているが、2節全体を背景ととらえ、主要な主張は3節にあるとするもの (「初めに神が天と地を創造した時、地は自然のままで形がなかったので、神はこう言った。」).[1]

西暦2世紀までに1番目の訳が優勢となり、神が宇宙を無の状態から創造したという概念(creatio ex nihilo) が発展する上で重要なものとなった。しかし、現代の学者たちは、2番目の訳が原文の意味により近いと考えている。
「無からの創造」は今日、イスラム教、キリスト教、ユダヤ教において支配的であるが、この概念は創世記ないしはヘブライ語聖書全体の中には直接的には見出すことができないものである。創世記1章は紀元前400-500年頃に書かれたが、その著者たちは物（神が、人が住めるような宇宙に形作った物質）の起源ではなく、宿命の修正に関心があった。これは西暦2世紀でも同じ状況であったが、原始キリスト教の学者たちは、この世を形成する概念と神の全能性との間で葛藤を感じ始めていた。3世紀初頭までにこの葛藤は解消され、この世を形成する概念を克服し、ex nihiloの創造がキリスト教神学の基本信条となった。

## マソラ本文
マソラ本文では、この節は以下のとおりである。
- 子音のみ: בראשית ברא אלהים את השמים ואת הארץ
- 母音符号と句読点付: בְּרֵאשִׁית, בָּרָא אֱלֹהִים, אֵת הַשָּׁמַיִם, וְאֵת הָאָרֶץ
- 音訳: ベレシート　バーラー　エロヒーム　エト　ハーシャマイーム　ベエト　ハアレツ

## 解釈と翻訳
創世記1章1, 2節は少なくとも以下の3通りの訳が考えられる。
1. 宇宙が完全無欠に始まったとする声明文 (「初めに神は天と地を創造した。」)
2. 神が創造を開始された時の世界の状態を描写する声明文 (「初めに神が天と地を創造した時、地は自然のままで形がなかった。」)
3. 創世記1章2節全体を背景情報ととらえるもの (「初めに神が天と地を創造した時、地は自然のままで形がなかったので、神は、光あれ、と言われた。」)[1]

### ベレシート
(～の)初めに
最初の語は「ベレシート」ないしは「ベレーシート」( בְּרֵאשִׁית )である。その要素は以下の通りである。
- 「ベ」（「～に」["at / in"])
- 「レーシ」/ 「ロシュ」（-reish / rosh-） (ראש, "頭")
- 「ィト」（-it） ית、「～の(of)」を暗示する文法的な標識

完成した語は字義的には「[～の]頭に」を意味しており、口語表現では「[～の]初めに」となる。同じ構文はヘブライ語聖書のどこにでもあるが、通常は王の統治の始まりを扱っている 。

### バーラー
[男性は]創造した/創造した時
二番目の語はヘブライ語の動詞バーラー(ברא)である。この語は男性形であり、「男性」を暗示している。（日本語や英語の動詞では、男性、女性、その他の区別はない。）この動詞の特異な点は、その主語として常に「神」を用いていることである。これは、唯一神だけが「バーラー」（創造する）ことができる、という意味である。つまりこの語は、創世記1章の神の創造を表現する固有の動詞である。「バーラー」は創世記2章3、4節でも使われている。この意味は現代の意味の「創造すること」ではなく、区別・分離するないし役割を割り振る（例えばアダムとエバの創造に際し、神が「男女」の性別をされた）ことである。

### エロヒーム
神
エロヒーム ( אלהים)は、イスラエルの神か他の国々の神かに関わりなく、「神」を表す一般的な語である。この語は創世記1章を通じて用いられており、創世記2章で取り入れられている「エロヒームYHWH」すなわち「神YHWH」と明暗を有している。

### エト　ハーシャマイーム　ベエト　ハアレツ
天と地
エト ( אֵת )は動詞の目的語の前に用いられている分詞である。この場合、「天と地」（「全てのもの」を意味する比喩表現）が創造されたものであることを意味する。シャマイーム（天）とアレツ（地）の前に付いている「ハ」という語は定冠詞で、英語の「the」に相当する。シャマイームは複数形の「イーム（-im）」で終わっており、この語が単数形ではなく複数形の「天」（英語では"heavens")であることを意味している。

## 参照
- 創世記
- 天地創造
- Parashat Bereshit

### 引用
1. 1 2  Bandstra 1999, p. 38-39.
2. ↑  May 2004, p. 179.
3. ↑  Blenkinsopp 2011, p. 3-31.
4. ↑  Walton 2006, p. 183.

### 図書目録
- Alter, Robert (2004). The Five Books of Moses. W. W. Norton & Company. ISBN 0-393-33393-0
- Bandstra, Barry L. (1999). Reading the Old Testament: An Introduction to the Hebrew Bible. Wadsworth Publishing Company. pp. 576. ISBN 0-495-39105-0
- Blenkinsopp, Joseph (2011). Creation, Un-Creation, Re-Creation: A Discursive Commentary on Genesis 1-11. T&T Clarke International
- Dumbrell, William J. (2002). The Faith of Isarel: A Theological Survey of the Old Testament. Baker Academic
- Hamilton, Victor P (1990). The Book of Genesis:  Chapters 1-17. New International Commentary on the Old Testament (NICOT). Grand Rapids: William B. Eerdmans Publishing Company. ISBN 0-8028-2521-4
- Knight, Douglas A (1990). “Cosmology”. In Watson E. Mills (General Editor). Mercer Dictionary of the Bible. Mercer University Press. ISBN 0-86554-402-6
- May, Gerhard (2004). Creatio ex nihilo. T&T Clarke International
- Nebe, Gottfried (2002). “Creation in Paul's Theology”. In Hoffman, Yair; Reventlow, Henning Graf. Creation in Jewish and Christian Tradition. Sheffield Academic Press. ISBN 9780567573933
- Walton, John H. (2006). Ancient Near Eastern Thought and the Old Testament: Introducing the Conceptual World of the Hebrew Bible. Baker Academic. ISBN 0-8010-2750-0
- Wenham, Gordon (2003). Exploring the Old Testament: A Guide to the Pentateuch. Exploring the Bible Series. 1. IVP Academic. pp. 223